# Witbefmiervogel
De witbefmiervogel (Myrmoderus loricatus) is een zangvogel uit de familie Thamnophilidae (miervogels).

## Verspreiding en leefgebied
Deze soort is endemisch in oostelijk en zuidoostelijk Brazilië, met name in Bahia, Minas Gerais, Espírito Santo en Rio de Janeiro.

## Status
De grootte van de populatie is niet gekwantificeerd maar de soort wordt omschreven als schaars. Op de Rode lijst van de IUCN heeft deze soort de status niet bedreigd.